# Bettsville, Ohio
Bettsville là một làng thuộc quận Seneca, tiểu bang Ohio, Hoa Kỳ. Năm 2010, dân số của làng này là 661 người.

## Dân số
- Dân số năm 2000: 784 người.
- Dân số năm 2010: 661 người.